# 3rd個人LIVE ~睡著或醒著的YUKIRIN世界~會讓你更加着迷哦~
3rd個人LIVE~睡著或醒著的YUKIRIN世界~會讓你更加着迷哦~（日語：3rdソロライブ〜寝ても覚めてもゆきりんワールド〜もっと夢中にさせちゃうぞっ〜），是AKB48成員柏木由紀以DVD及BD形式發行的影像作品，收錄了2013年11月7日在横浜アリーナ舉辦的演唱會，2014年3月19日由Avex Marketing發行。

## 收錄歌曲
1. 《Birthday wedding》
2. 《不是正义使者的英雄》
AKB48的歌曲Cover。
3. 《飛翔入手》
AKB48的歌曲。
4. 《GIVE ME FIVE!》
AKB48的歌曲Cover。
5. 《浪漫手枪》
6. 《口对口的巧克力》
7. 《沉入眼泪中的太阳》
Team Surprise的歌曲。
8. 《Rainy day》
French Kiss的歌曲。
9. 《草莓蛋糕》
10. 《沉默》
11. 《火山灰》
12. 《你与我》
13. 《但是一直》
14. 《明天也在笑》
15. 《裙䙓飘飘》
AKB48的歌曲Cover。
16. 《格子花纹》
AKB48的歌曲Cover。
17. 《重力共鳴》
Team Surprise的歌曲。
18. 《因为喜欢你》
19. 《夜風的恶作剧

安可
1. 《If》 - French Kiss
2. 《太遜了I love you!》 - French Kiss
3. 《最初的Mail》 - French Kiss
4. 《Romance Privacy》 - French Kiss
5. 《很早以前》 - French Kiss

再次安可
1. 《真心電流》
AKB48的歌曲。
2. 《遠距離海报》
Team PB的歌曲。

## 關聯項目
- AKB48